# Ceropegia fortuita
Ceropegia fortuita är en oleanderväxtart som beskrevs av Robert Allen Dyer. Ceropegia fortuita ingår i släktet Ceropegia och familjen oleanderväxter. Inga underarter finns listade i Catalogue of Life.